# Nicolea venustula
Nicolea venustula är en ringmaskart som först beskrevs av Montagu 1818.  Nicolea venustula ingår i släktet Nicolea och familjen Terebellidae. Arten är reproducerande i Sverige. Utöver nominatformen finns också underarten N. v. africana.